# Gregorio Fernández
Gregorio Fernández, né en 1576 à Sarria en Espagne et mort le 22 janvier 1636 à Valladolid, est un sculpteur baroque espagnol. Il appartient à l'école castillane, suivant le style d'autres grands sculpteurs tels que Alonso Berruguete, Jean de Joigny, Pompeyo Leoni et Juan de Arfe.

## Biographie
Il était d'origine galicienne (il est né à Sarria), mais il s'est installé à Valladolid entre 1601 et 1606, attiré par la cour espagnole.
Sa formation artistique se déroula en Castille, province la plus florissante en activité sculpturale au XVIIe siècle.
C'est en Castille qu'il prit connaissance des œuvres de Juan de Juni, qui l'influencèrent dans l'iconographie, la modélisation et le style baroque des figures.
Dans l'ensemble, le style de Fernández se caractérisait par des tendances au piétisme et à la mystique, des goûts qui le rendaient apprécié des religieux catholiques de son époque.
Significatifs aussi ses nombreux crucifix, remarquables pour la modélisation précise des corps.
Il possédait un grand atelier avec divers apprentis et collaborateurs. Il était connu dans tout le Nord de l'Espagne, dans des régions comme la Castille, l'Estrémadure et la Galice.

## Œuvres
- Les Pietá (1617, 1625).
- Cathédrale de Plasencia, retable
- Le Christ mort (1615), Madrid, mont du Pardo, couvent des Capucins
- Ecce Homo (1620), Valladolid, musée de la cathédrale
- Pasos (Nom que reçoivent les statues qui défilent durant la Semaine Sainte), Valladolid
- Sainte Thérèse, Valladolid, musée national de sculpture polychrome
- Baptême du Christ (1630), Valladolid, musée national de sculpture polychrome

## Galerie

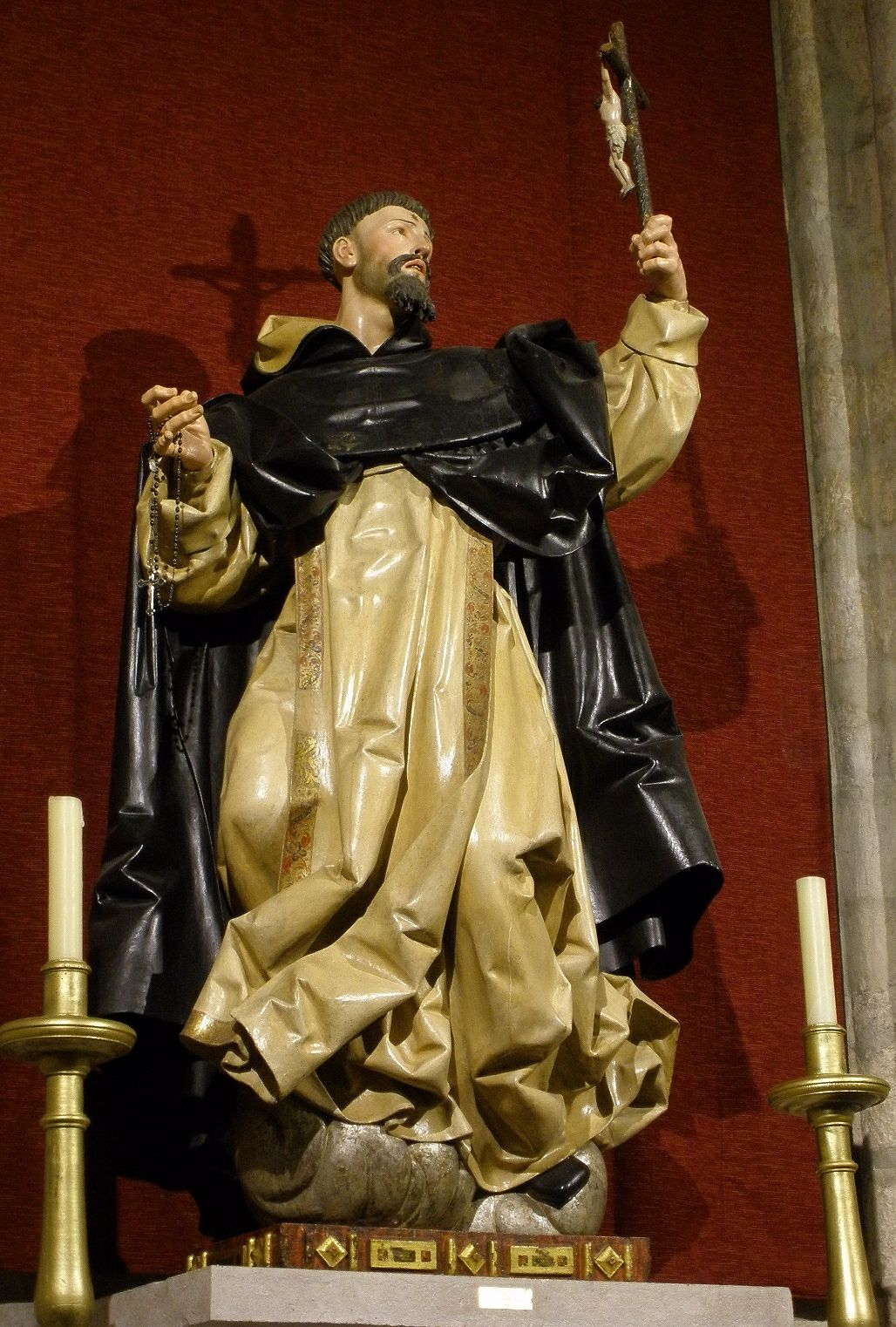
Dominique de Guzmán (1625), église conventuelle Saint-Paul de Valladolid.
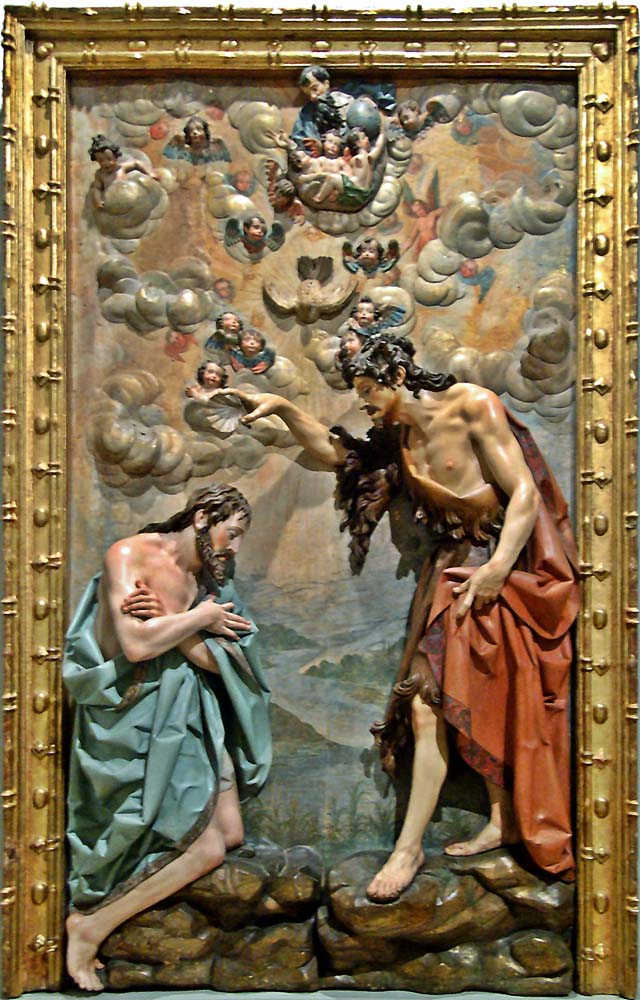
Baptême du Christ: Jean Baptiste, (1630), musée national de la Sculpture.
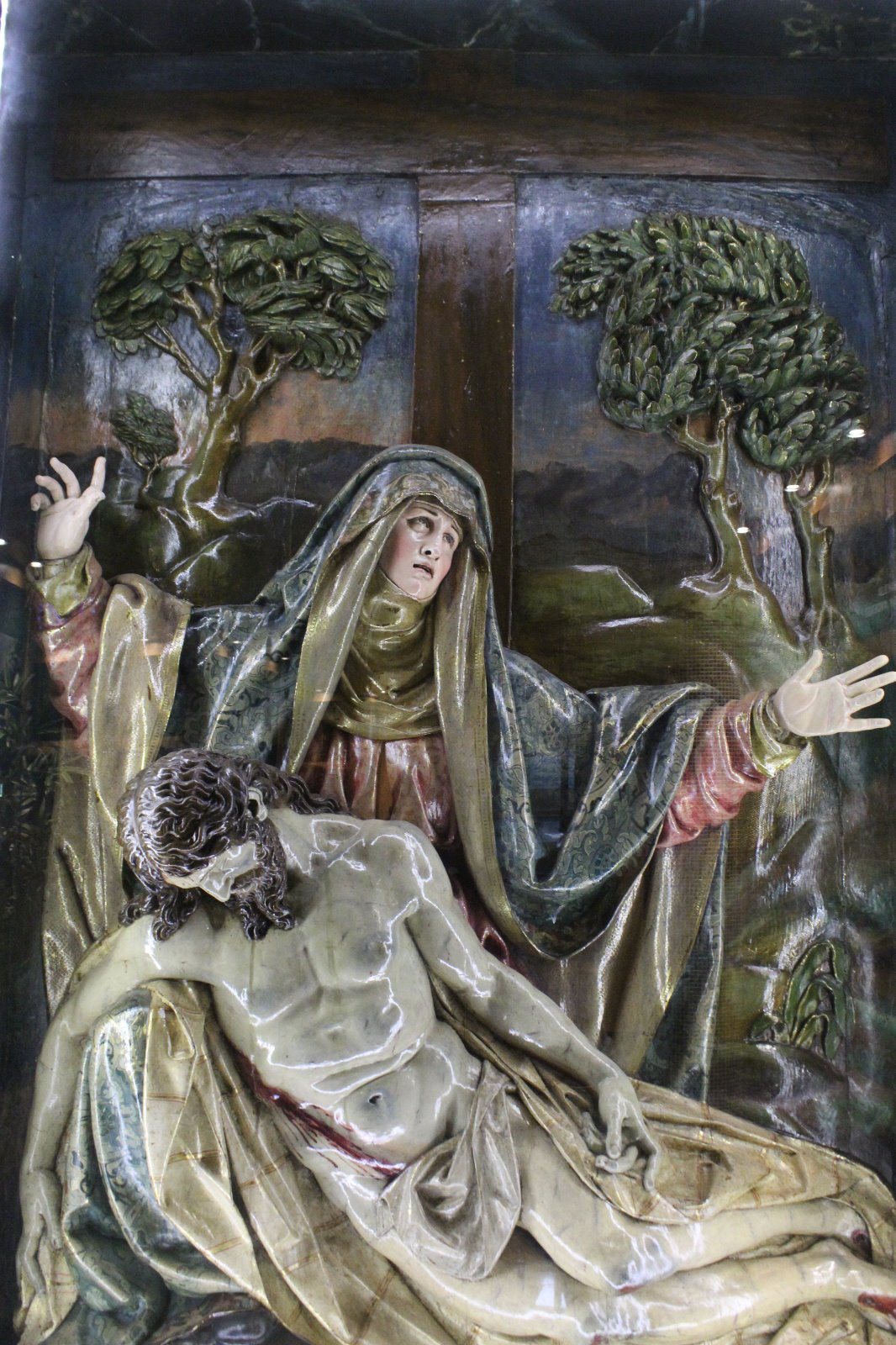
Pietá (1610-1612), église du Carmel, Burgos.
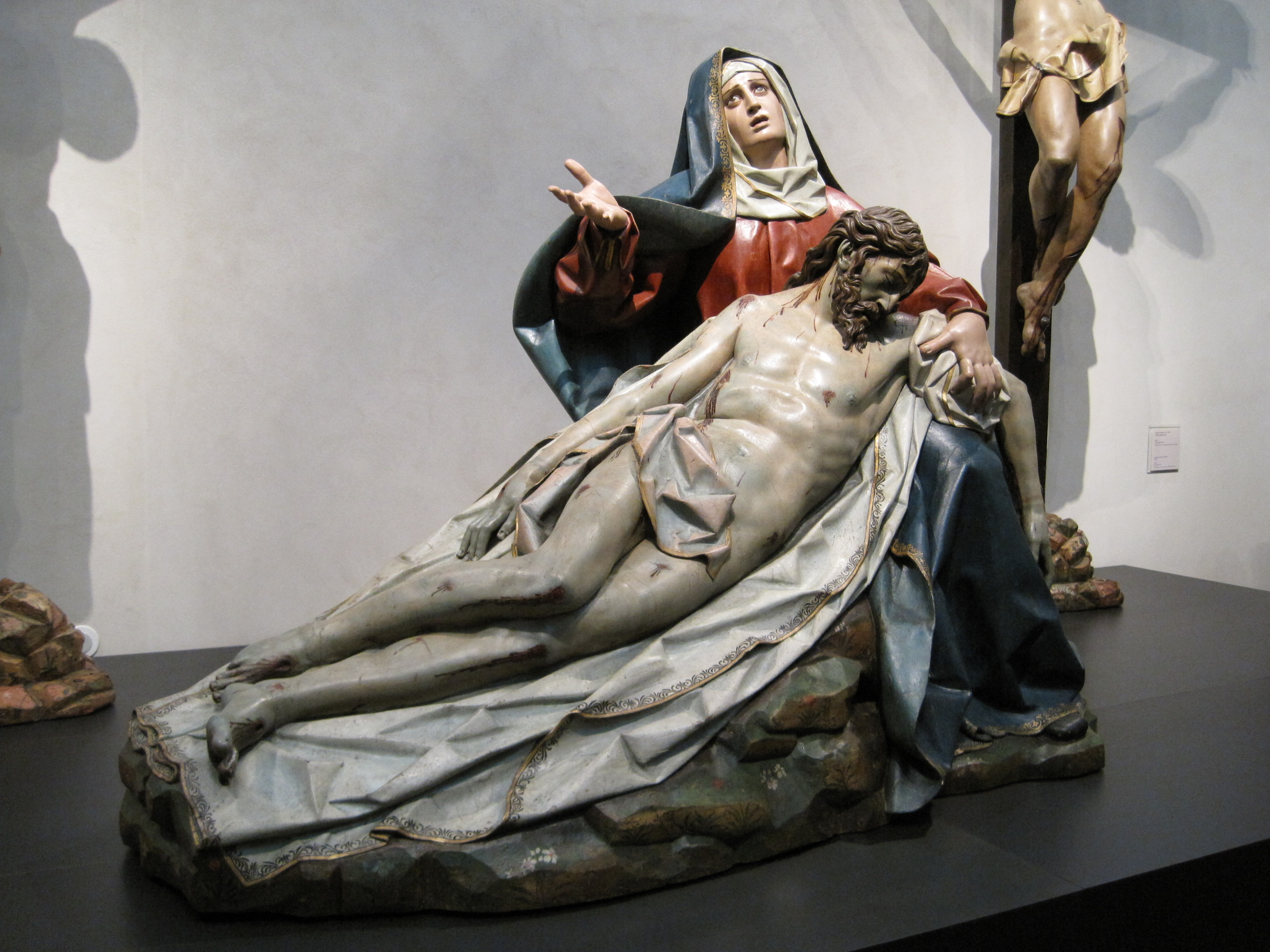
Pietà, La Sexta Angustia, 1616-17, musée national de la Sculpture, Valladolid.
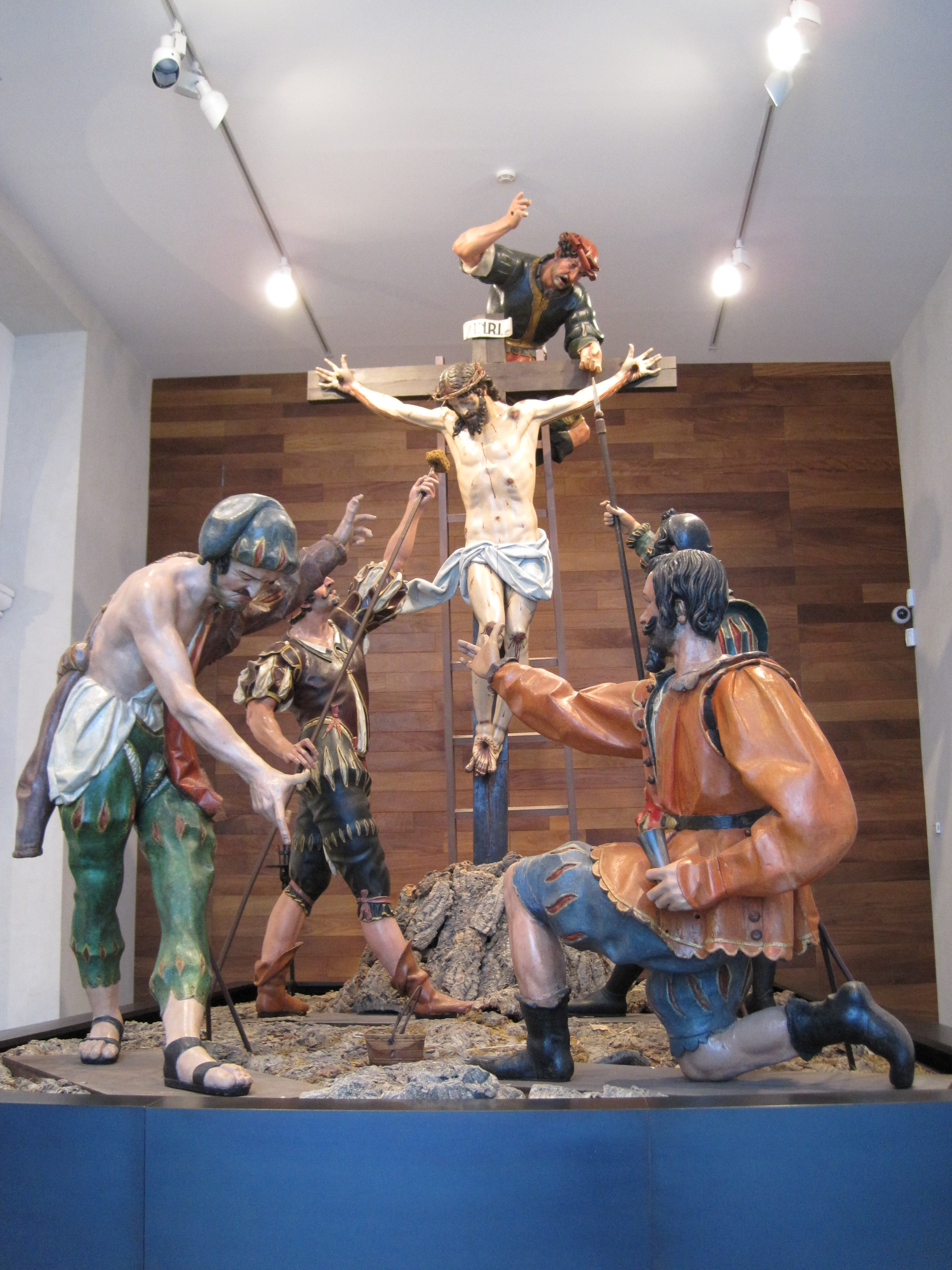
Soyez j'ai, (1612-1616), musée national de la Sculpture, Valladolid.
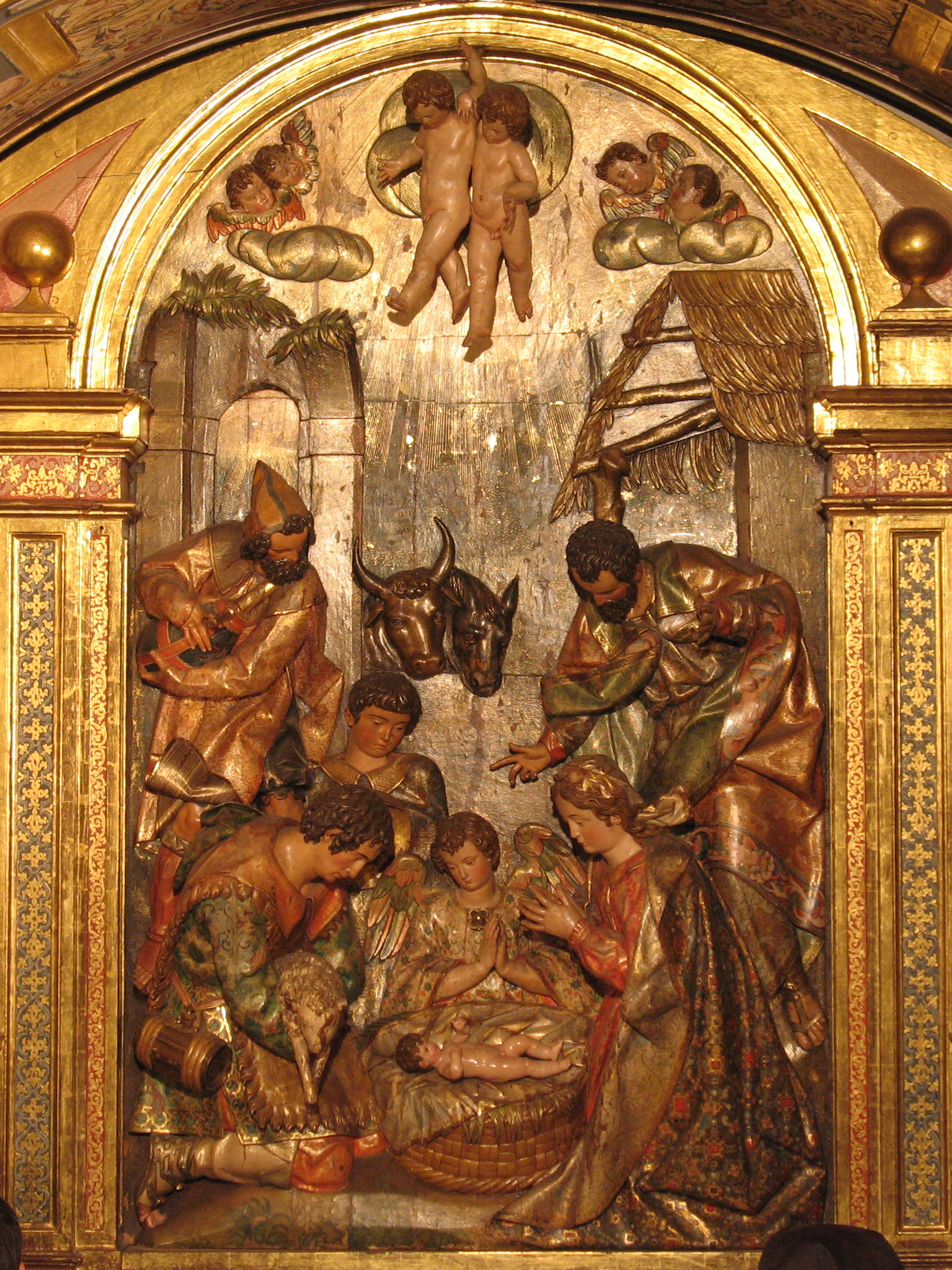
Adoration des bergers, (1614), monastère Santa María La Real de Las Huelgas, Valladolid.
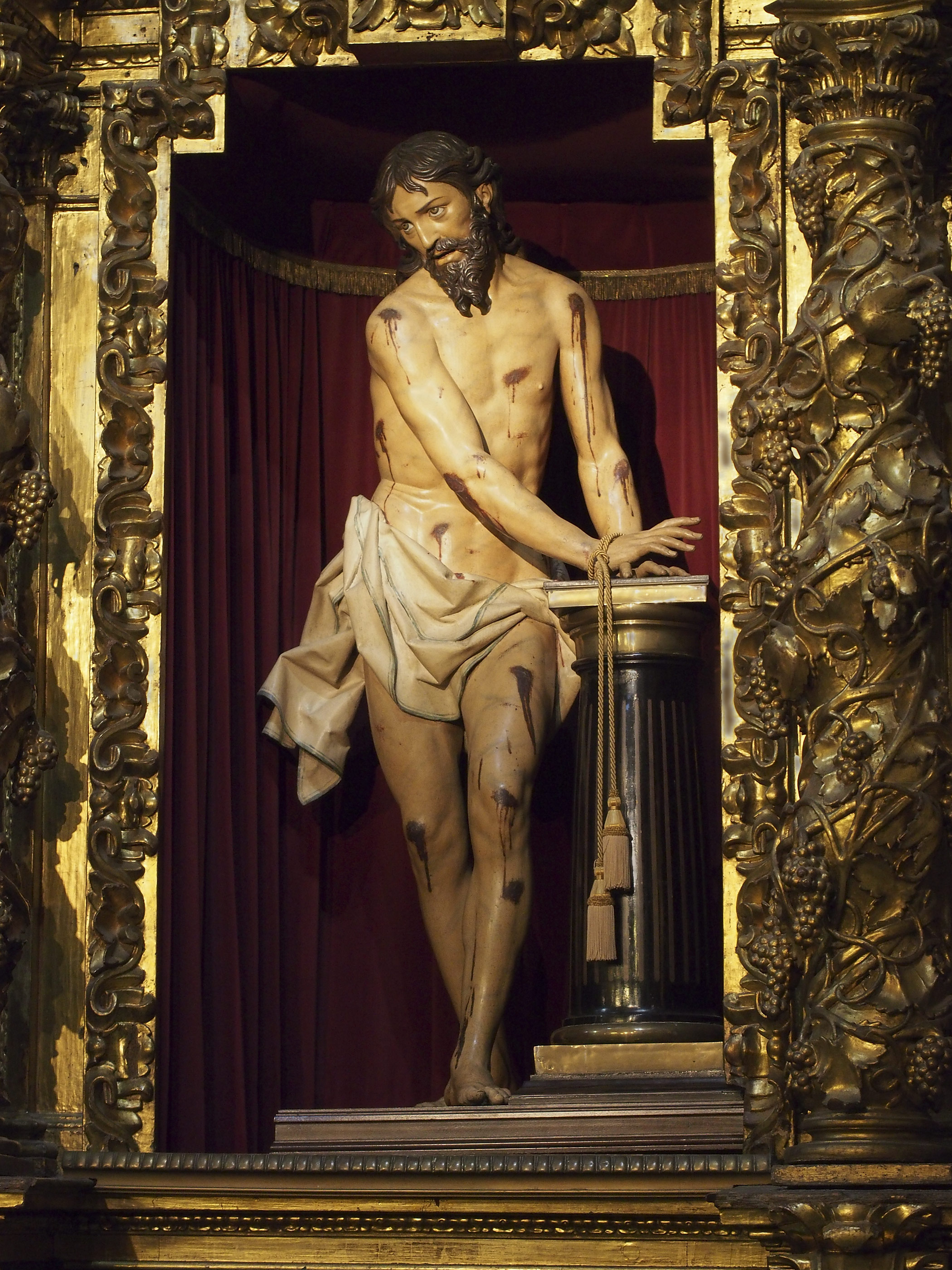
Flagellation du Christ, (1623), église de la Sainte-Vraie-Croix, Valladolid.
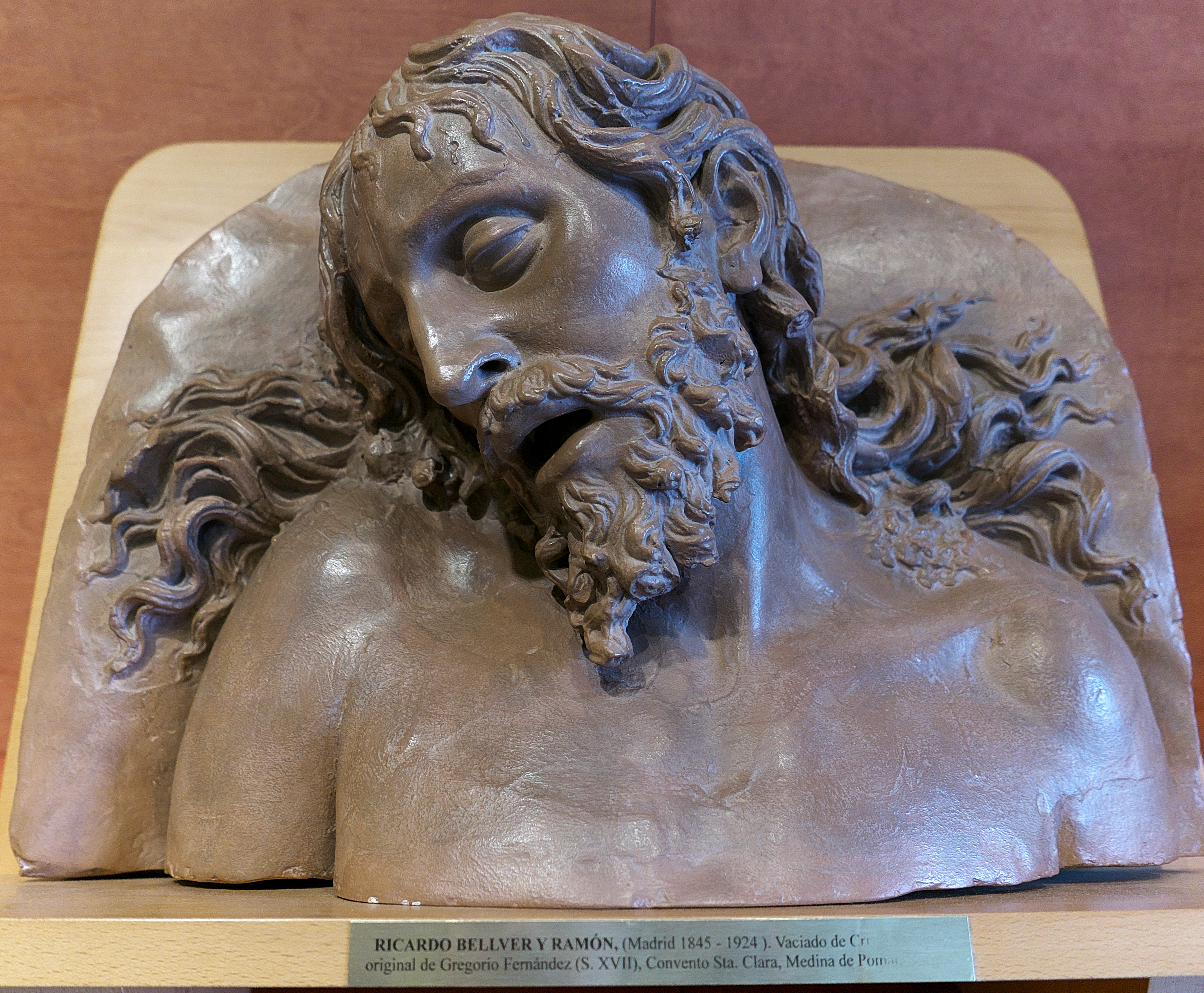
Moulage d'après un original du monastère Sainte-Claire, Medina de Pomar, collection Mariano Bellver (Séville).